# 武田好
武田 好（たけだ よしみ、1961年 - ）は、日本のイタリア語学者・イタリア文化学者。静岡文化芸術大学教授。大阪市出身。
1998年 - 2009年、NHKラジオ第2放送「イタリア語講座」講師を担当。2012年（4月 - 9月）・2013年、NHK Eテレ「テレビでイタリア語」講師を担当。2018年（4月 - 9月）、NHKラジオ第2放送「まいにちイタリア語（入門編）」講師を担当。

## 略歴

### 学歴
- 1984年　大阪外国語大学イタリア語学科卒業
- 1985年　ペルージャ外国人大学留学
- 1987年　大阪外国語大学大学院外国語学研究科修士課程修了
- 1993年　ペルージャ外国人大学 大学教員研修コース修了

## 受賞歴
- 2001年 第10回ピーコ・デッラ・ミランドラ賞（訳書『マキァヴェッリ全集第5巻、第6巻』（共訳、筑摩書房）により共同受賞）

## 著書
- 『イタリア語をはじめよう！――基礎から日常会話までマスターできる入門書』NOVA、2001年，すばる舎、2010年
- 『基本表現80で身につくイタリア語――文法をマスターしながら会話力もアップ！』かんき出版、2003年
- 『イタリアオペラを原語で読む――カヴァレリア・ルスティカーナ』小学館、2004年
- 『入門を終えたらもっとしゃべれるイタリア語』日本放送出版協会、2005年
- 『CDブック これなら覚えられる！イタリア語単語帳』日本放送出版協会、2008年
- 『イタリアオペラに行こう――アリアでたどる愛と情熱の世界』NHK出版、2010年
- 『マキャベリ 君主論――NHK「100分de名著」ブックス』NHK出版、2012年
- 『NHK出版 これならわかるイタリア語文法――入門から上級まで』NHK出版、2016年

### 論文
- 「1898年の女性労働保護法論争について　― モッツォーニとクリショフの女性解放思想 ―」；『イタリア学会誌』（1991年） 184-204p
- 「アンナ・クリショフの軌跡　― アンドレア・コスタとの関係 ―」；『池田廉教授退官記念論集』 （1993年） 302-319p

## 翻訳
- ニッコロ・マキャヴェッリ『マキァヴェッリ全集5、6』（共訳）筑摩書房、2000年
- マウリツィオ・ヴィローリ（Maurizio Viroli）『マキァヴェッリの生涯――その微笑の謎』白水社、2007年